# Anna Posse
Anna Sigrid Ulrika Sofia Posse, född 25 augusti 1856 i Åby församling, Kalmar län, död 10 april 1919 i Fosie församling, Malmöhus län, var en svensk hovfröken.

## Biografi
Anna Posse föddes 1856 på Läckeby i Åby socken. Hon var dotter till löjtnanten greve Lage August Posse och friherrinnan Sigrid Barnekow, vilken senare gifte om sig med envoyén friherre Lave Beck-Friis. Posse blev 10 januari 1898 hovfröken hos prinsessan Ingeborg. Hon avled 1919 i Fosie socken. Posse begravdes på Bosjöklosters kyrkogård.